# Compati Hero
 (octobre 2019).
Si vous disposez d'ouvrages ou d'articles de référence ou si vous connaissez des sites web de qualité traitant du thème abordé ici, merci de compléter l'article en donnant les références utiles à sa vérifiabilité et en les liant à la section « Notes et références ».
Compati Hero est une série de jeux vidéo cross-over d'action à thème de héros japonais. La série a été éditée par Banpresto sur différentes consoles, uniquement au Japon. La série est composée de jeux d'action à défilement horizontal et ainsi que de Beat them all. L'originalité de la série réside dans le fait de reprendre un ensemble de franchises populaires d'anime et de tokusatsu japonais, en version Super deformed (SD). La série met ainsi en scène dans un même univers, les héros Ultraman, Kamen Rider et Gundam.

## Titres de la série[1],[2]
- SD The Great Battle (29 décembre 1990, Super Famicom)
- The Great Battle II: Last Fighter Twin (27 mars 1992, Super Famicom), Beat them all
- Great Battle Cyber (25 décembre 1992, NES), Beat them all
- The Great Battle III (26 mars 1993, Super Famicom), Beat them all
- Tekkyu Fight! The Great Battle Gaiden (30 juillet 1993, Game Boy)
- The Great Battle Gaiden 2: Matsuri da Wasshoi (28 janvier 1994, Super Famicom)
- The Great Battle IV (17 décembre 1994, Super Famicom)
- Super Tekkyu Fight! (15 septembre 1995, Super Famicom)
- The Great Battle V  (22 décembre 1995, Super Famicom)
- The Great Battle VI  (11 avril 1997, PlayStation)
- The Great Battle Pocket (3 décembre 1999, Game Boy Color)
- The Great Battle Full Blast (1er mars 2012, PSP)